# Bronze Age Pervert
Bronze Age Pervert (dt. wörtlich Perverser aus der Bronzezeit; abgekürzt als BAP) ist eine pseudonyme rechtsextreme Internetpersönlichkeit, die mit der Manosphäre und der Alt-Right in Verbindung gebracht wird. Verschiedene Medien haben Costin Vlad Alamariu (* 21. Mai 1980 in Bukarest), einen US-Amerikaner rumänischer Abstammung, als die Person hinter dem Pseudonym Bronze Age Pervert identifiziert. BAP lehnt die Werte der modernen Zivilisation als dekadent ab und tritt für eine reaktionäre politische und gesellschaftliche Philosophie mit der Rückkehr zu klassischen Idealen ein. Er beruft sich dabei auf das antike Griechenland und die Philosophie von Friedrich Nietzsche. Seinen Anhängern rät er, sich mithilfe von Bodybuilding und der Ray-Peat-Diät auf einen baldigen „Zusammenbruch“ der modernen Gesellschaft vorzubereiten.

## Laufbahn
Alamariu wurde 1980 in Rumänien geboren und zog im Alter von 10 Jahren mit seiner Familie in die USA. Alamariu ist rumänischer und jüdischer Abstammung und wurde rumänisch-orthodox getauft. Ein Teil seiner Verwandtschaft war in der Zeit des Nationalsozialismus in deutschen Konzentrationslagern inhaftiert gewesen. Er besuchte die Newton South High School in der Nähe von Boston, studierte Mathematik am MIT und Philosophie an der Columbia University. Er promovierte 2015 an der Yale University in Politikwissenschaft mit einer Dissertation mit dem Titel The Problem of Tyranny and Philosophy in the Thought of Plato and Nietzsche („Das Problem der Tyrannei und der Philosophie im Denken von Platon und Nietzsche“). In dieser vertrat er bereits die Mindermeinung, dass Platon für Tyrannei plädiert habe und dessen Philosophie auf die Heranzüchtung eines Herrenvolkes abziele. Platon habe daher beabsichtigt, Sokrates’ Argumentation in der Gorgias schwach erscheinen zu lassen, sodass sich das Publikum von Kallikles’ Tyrannei-Befürwortung überzeugen lasse. Alamariu selbst ist ein Befürworter von Eugenik. An den Universitäten, die er besuchte, kritisierte er aktiv die vermeintliche Linkslastigkeit der akademischen Welt.
Im Jahr 2023 identifizierte Politico den Autor Costin Alamariu als die Person hinter dem Pseudonym und verwies auf andere Artikel und Podcasts, die ihn zuvor identifiziert hatten. Auch ein Artikel von The Atlantic identifizierte Alamariu als BAP.

### Twitter
Die ersten identifizierten Beiträge der Persona Bronze Age Pervert erschienen 2010 in inzwischen gelöschten Webforen. Die Persona wurde als aktiver Nutzer der Mikrobloggingplattform Twitter bekannt. Der Twitter-Account @bronzeageperv wurde im November 2013 erstellt und entwickelte Verbindungen zum neo-reaktionären Vordenker Curtis Yarvin, bevor der Account im Februar 2017 gesperrt wurde. BAP trat Twitter im März 2017 unter dem Namen @bronzeagemantis wieder bei. Am 4. August 2021 wurde BAP von Twitter erneut gesperrt. Nach der Übernahme von Twitter durch Elon Musk wurde der alte und neue Account von BAP wieder freigegeben und wuchs danach stark. Mitte 2024 hatte er knapp 150.000 Follower gewonnen. In der ursprünglichen Twitter-Biografie von BAP hieß es: „Steppenbarbar. Nationalist, Faschist, Nudisten-Bodybuilder! Läuterung der Welt. Revolte der Verdammten. Zerstörung der Städte!“. Später bezeichneter er sich selbst in seiner Twitter-Biografie als „Anstrebenden FKK-Bodybuilder. Freie Rede- sowie Anti-Östrogene-Aktivisten.“ Wenn Costin Alamariu nicht unter dem Pseudonym „BAP“ schreibt, verwendet er ein separates Konto mit dem Namen @costin_eats.
Für die Verbreitung seiner Botschaften auf Twitter nutzt Alamariu häufig Ironie und Humor und bewegt sich auf der Plattform im Dunstkreis der Alt-Right. Er ist hier Teil einer Gruppe von pseudonymen Online-Autoren, die eine äußerst negative Sicht auf die moderne amerikanische Gesellschaft haben. Seine Gruppe von rechtsextremen Fitness-Aktivisten etablierten einen eigenen philosophischen Zweig der Alt-Right und konnten mit dem Aufkommen von Donald Trump eine eigene Anhängerschaft gewinnen.

### Bronze Age Mindset
Bronze Age Pervert veröffentlichte im Juni 2018 im Selbstverlag über Amazon das Buch Bronze Age Mindset. Die 77 Kapitel und knapp 160 Seiten umfassende „Ermahnung“ ist absichtlich grammatikalisch schlecht geschrieben und vermischt Nietzsche'sche Philosophie mit Kritik an der modernen Gesellschaft. Im Mittelpunkt des Buches steht BAPs Idealvorstellung, das gleichnamige „Bronze Age Mindset“, die er als „den geheimen Wunsch ... als Gott verehrt zu werden“ definiert und die er als einen Zustand „vollständiger Macht und Freiheit“ bezeichnet. In dem Buch lehnt er das Konzept menschlicher Gleichheit ab und spricht sich für eine Rückkehr zu den Werten der Bronzezeit und der griechisch-römischen Antike aus. BAP befasst sich in dem Buch mit antiken Persönlichkeiten, darunter Alkibiades, Periander von Korinth und den Helden der homerischen Epen. Er lobt auch die Freibeuter und Piraten des Goldenes Zeitalters der Piraterie und die spanischen Konquistadoren. Er kritisiert in dem Buch sowohl den modernen westlichen Konservatismus als auch den Linksliberalismus. Alamariu spricht sich für eine Wiederbelebung des Männerbunds aus, um die moderne „matriarchale“ Ordnung umzustürzen. Obwohl Alamariu in seinem Buch keine Quellen, Notizen oder formale Referenzen angibt, erwähnt er Nietzsche, Schopenhauer und vorsokratische Denker wie Heraklit sehr häufig als Inspiration.

### Sonstige Tätigkeiten
Im August 2019 startete BAP einen Podcast namens Caribbean Rhythms with Bronze Age Pervert, der sich mit Politik und Geschichte beschäftigt. Laut der konservativen National Review verwendet der Podcast einen erzählerischen Stil, der die Great-Man-Theorie hervorhebt. In dem Podcast trat Blackwater-Gründer Erik Prince als Gast auf.
Im September 2023 veröffentlichte BAP unter seiner Identität Costin Alamariu ein Buch mit dem Titel Selective Breeding and the Birth of Philosophy („Selektive Züchtung und die Geburt der Philosophie“). Das Buch ist eine Neuauflage von Alamarius Dissertation aus dem Jahr 2015, die ursprünglich den Titel „The Problem of Tyranny and Philosophy in the Thought of Plato and Nietzsche“ trug und um eine Einleitung ergänzt wurde. In dem Buch plädiert Alamariu für Eugenik und analysiert den „sexuellen Marktplatz“. Das Buch schaffte es kurz nach der Veröffentlichung in die Top 25 der Amazon-Bestsellerliste. Es erhielt Reviews von u. a. dem libertären Ökonomen Tyler Cowen.

## Ansichten
Alamariu hat wiederholt seine Ablehnung moderner Werte wie Utilitarismus oder Egalitarismus verkündet. Als Feind identifiziert er den sogenannten Bugmen („Käfermenschen“), der analog zum letzten Menschen bei Nietzsche steht. Dieser sei durch die Demokratie emporgehoben worden. Die moderne Zivilisation sieht er einem rasanten Verfallsprozess ausgesetzt. Die Menschheit lebe „in einer Ära der Fettleibigkeit“; „verkümmerte Körper, in Gel aufbewahrt, mit synthetischer Insektenpaste gefüttert, ihr Geist beschäftigt von den belanglosen Vergnügungen eines konzerngesteuerten Metaversums“. Er kritisiert auch die meisten konservativen Ideologien und die christliche Ethik. Stattdessen propagiert er eine Rückkehr zur Antike. Seinen Anhängern rät er, sich fit zu halten und Einfluss in Militär und Geheimdiensten zu gewinnen, um die Ziele der Bewegung bei einem Zusammenbruch der bestehenden politischen Ordnung zu erreichen. Als Ziel nennt er eine Herrschaft einer militärischen Kaste von Männern. Gegenüber „normalen Leuten“ und klassischen Konservativen sollten die wahren Pläne und Ansichten verborgen werden und aus taktischen Gründen empfiehlt er die Unterstützung von Populisten wie Donald Trump. Er rät seinen Anhängern deshalb auch, sich von ihm zu distanzieren.
Alamariu ist Vertreter der Ray-Peat-Diät und gilt als Schlüsselfigur in einer aufkommenden rechten Rohkostbewegung, welche den Konsum von rohem Fleisch, rohen Eiern und Rohmilch propagiert. Laut BAP, der sich selbst als „Anti-Östrogen-Aktivist“ bezeichnet, ist die moderne Lebensmittelindustrie „voll von schädlichen Chemikalien“, die „langsam unser Wesen zerstören“. Er vertritt die Verschwörungstheorie, dass die moderne Lebensmittelindustrie einen Plot der „globalen Eliten“ darstellt, um die Testosteronwerte von Männern zu senken und den Anteil von Estrogenen zu erhöhen. Insbesondere sind BAP und andere rechts stehende Lebensmittelinfluencer besorgt über die angebliche Verschmutzung der Lebensmittelversorgung mit Pflanzenölen, anderen Fetten und Sojaprodukten.
Der Politikwissenschaftler Matt McManus schreibt, dass „BAP nicht wirklich ein Konservativer oder gar ein Reaktionär ist. Tatsächlich verachtet er die Konservativen fast so sehr wie die Linken“ und argumentiert, dass BAPs Anlehnung an Nietzsches ‚aristokratischen Radikalismus‘ ihn besser als ‚eine Art Ultrafaschist vom Schlage eines Julius Evola‘ verstehen lässt: jemand, für den der klassische Faschismus zu demokratisch, zu populistisch und zu vulgär ist. Ein alter Klassenkamerad aus Yale vermutete, dass BAP danach strebte, eine Art Slavoj Žižek der Rechten‘ zu werden, d. h. ein angesehener und einflussreicher Intellektueller, aber mit einer ausgeprägten populären Anziehungskraft.
Aufgrund seiner zahlreichen rassistischen und homophoben Aussagen wurde Bronze Age Pervert wiederholt als Faschist charakterisiert. Linke und liberale Kritiker von BAP haben ihn als Teil der Manosphäre als (Ultra-)Maskulinisten und als Teil eines breiteren atavistischen Trends auf dem post-liberalen populistischen rechten Flügel identifiziert, der illiberale, antiegalitäre und faschistische Ideen verbreitet. Von konservativer Seite wurde er für seinen Neopaganismus kritisiert.

## Einfluss
Eine Reihe von Politikern wurden dafür kritisiert, dass sie BAP auf Twitter folgen oder mit ihm interagieren, darunter der ehemalige Redenschreiber des Weißen Hauses, Darren Beattie, und Minnesota-Senatsabgeordneter Roger Chamberlain. Auch US-Senator J. D. Vance zählt zu seinen Followern auf Twitter. Sein Manifest Bronze Age Mindset gewann vorwiegend unter jungen Konservativen und in der Manosphere einen kultartigen Einfluss. Auch unter den jungen Mitarbeitern im Weißen Haus der Administration von Donald Trump sollen seine Schriften zahlreiche Anhänger gewonnen haben. So wurde BAP ab 2019 ein bedeutender Name innerhalb der Alt Right. Ein Artikel der New York Times zählte BAP zu einer Gruppe von rechten Intellektuellen, die die amerikanische konservative Bewegung und die Republikanische Partei radikalisieren. Sein Einfluss gab Inspiration für zahlreiche ähnliche anonyme Accounts im Internet, welche ähnliche Ideen verbreiten.
BAPs Schriften haben einen besonderen Einfluss auf eine Gruppe meist jüdischer Ultranationalisten im Internet ausgeübt, die in Anlehnung an ihn als „Bronze Age Zionists“ bezeichnet werden. Die „Bronze Age Zionists“ unterstützen sowohl den weißen Nationalismus (in den westlichen Ländern) als auch den Kahanismus (in Israel), werden aber von anderen weißen Nationalisten häufig als jüdisch abgelehnt.